# 嶺內智美
嶺內智美（日语：／ Mineuchi Tomomi，1997年12月22日—）是日本的前女性聲優，東京都出身，曾隸屬I'm Enterprise，2022年12月31日退出聲優界。

## 人物
日本播音演技研究所出身。興趣、特技是美術。
2022年11月20日，所屬事務所宣布嶺內將於同年12月31日退出聲優行業。

## 繼任
- 長江里加：《賽馬娘 Pretty Derby》（艾尼斯風神[5]）
- 沒有語音：Re:Stage！節奏舞步（伊津村陽花）[6]
- 風間萬裕子：《魔王學院的不適任者～史上最強的魔王始祖，轉生就讀子孫們的學校～ 第二季》（卡莎·庫魯諾亞）
- 櫻井海亞：《緋染天空 Heaven Burns Red》（小笠原緋雨）
- 大橋彩香：《BLOODY ESCAPE -地獄的逃走劇-》（艾克婭[7]）
- 森山由梨佳：《Extreme Hearts》（蒂娜·梅爾奇斯）
- 稗田寧寧：《Summer Pockets》（久島鷗[8]）
- 杉浦栞：《小林家的龍女僕 害怕孤獨的龍》（伊露露[9]）

## 演出作品
※粗體字為主要角色。

### 電視動畫
2016年
- 亞人（女高中生）

2017年
- BanG Dream!（朋友2、學生B、吉他手B、女學生B、並木美月、同學、客B）
- DYNAMIC CHORD（觀眾）
- 奇諾之旅 -the Beautiful World- the Animated Series（小孩A）
- LoveLive! Sunshine!! 第2期（女學生）
- 偶像大師SideM（女子、觀眾）
- 無論何時我們的戀情都是10厘米。（學生）

2018年
- 伊藤潤二驚選集（北脇夏美）
- citrus（女性）
- Slow Start（十倉榮依子[10]）
- 齊木楠雄的災難 第2期（真木椎子）
- 漫畫女孩（女性客）
- 我讓最想被擁抱的男人給威脅了。（女性工作人員、臨時演員A）

2019年
- 輝夜姬想讓人告白～天才們的戀愛頭腦戰～（家永）
- 高中女生（澀澤涉美）
- 偶像學園Friends！〜閃耀的寶石〜（偽輝夜）
- 女高中生的虛度日常（琥珀的友人）
- 少女前線 人形小劇場 -治癒篇-（UMP45）
- 少女前線 人形小劇場 -狂亂篇-（UMP45）

2020年
- 戀愛小行星（同學、女子、地質標本館職員、小孩、學生、冴木理緒）
- 隱瞞之事（看護士C）
- 格萊普尼爾（女學生）
- ARGONAVIS from BanG Dream! ANIMATION（女學生B）
- 魔王學院的不適任者～史上最強的魔王始祖，轉生就讀子孫們的學校～（黑服女子、卡莎·庫魯諾亞）
- Lapis Re:LiGHTs（阿爾法）
- 賽馬娘四格（艾尼斯風神）
- Love Live! 虹咲學園學園偶像同好會
- 請問您今天要來點兔子嗎？BLOOM（佳乃）
- 魔女之旅（學生）

2021年
- 偶像學園Planet！（觀眾）
- BEASTARS（羊）
- 搖曳露營△ SEASON2（櫃台職員）
- 緋紅結繫（花火·一條、愛麗絲·一條）
- 小林家的龍女僕S（伊露露）

2022年
- SLOW LOOP-女孩的釣魚慢活-（吉永戀[11]）
- 少女前線（UMP45[12]）
- Estab-Life Great Escape（艾克婭[13]）
- Extreme Hearts（蒂娜·梅爾奇斯[14]）

### 劇場動畫
2018年
- ANEMONE／交響詩篇艾蕾卡7 HI-EVOLUTION

2021年
- 劇場編輯版 隱瞞之事 -秘密之事是什麼-

### OVA
2018年
- 賽馬娘 Pretty Derby「BNW的誓言」（艾尼斯風神）

2021年
- 輝夜姬想讓人告白？～天才們的戀愛頭腦戰～（家永） - 漫畫第22卷附贈OVA同捆版

2022年
- 小林家的龍女僕S（伊露露） - 番外篇

### 網路動畫
2017年
- 燒肉店戰國（佐倉八重）

2018年
- A.I.C.O.：化身（女學生D）
- 約束的七夜祭（神奈）

2021年
- 少女前線 人形小劇場 -治癒篇2-（UMP45）

2022年
- 世界末日與柴犬同行（湖中女神）

2023年
- 伊藤潤二狂熱：日本恐怖故事（麻里）

### 遊戲
2016年
- 少女前線（UMP45）

2017年
- Girls On Metal
- 變強了再NEW GAME[15]
- 王冠之戰

2018年
- 閃耀幻想曲（十倉榮依子[16]、吉永戀）
- 食之契約（柳橙汁、櫻餅）
- 刀使之巫女 刻印閃爍的燈火（青砥陽菜[17]）
- Summer Pockets（久島鷗[18]）
- 怪物彈珠（2018年 - 2022年 神奈、鹿屋野比賣[19]、緋緋色金、額田王[20]）

2020年
- Re:Stage！節奏舞步（伊津村陽花〈第2代〉）
- 白貓Project (佩爾瑪娜)

2021年
- [[碧藍航线

線]]（舊金山 / 雾城）
- 緋紅結繫（花火·一條、愛麗絲·一條）
- 東方ダンマクカグラ(火焰猫燐)[21]
- Lapis Re：LiGHTs ～這個世界的偶像會用魔法～（阿爾法）[22]
- 賽馬娘 Pretty Derby（艾尼斯風神）[23]

2022年
- Heaven Burns Red（小笠原緋雨）
- 小林家的龍女僕 炸裂！！呆萌龍☆吐息（伊露露）

2023年
- 聖火降魔錄 Engage（艾蒂埃）

### 有聲漫畫
2019年
- Lapis Re:Lights 我們的Prelude（前奏曲）（阿爾法[24]）

2022年
- 咚隆咚隆隆（柳生誾千代[25]）

### 其他
- Re:Stage！（2019年，伊津村陽花〈第2代〉）[26]

## 音樂CD

### 角色歌
| 發售日   | 名稱                                  | 演唱名義                                     | 歌曲名稱                   | 商業搭配                                    |
| 2018年   | 2018年                                | 2018年                                       | 2018年                     | 2018年                                      |
| -------- | ------------------------------------- | -------------------------------------------- | -------------------------- | ------------------------------------------- |
| 1月24日  | ne! ne! ne!                           | STARTails☆                                   | 「ne! ne! ne!」            | 電視動畫《Slow Start》片頭曲                |
| 1月24日  | ne! ne! ne!                           | STARTails☆                                   | 「」                       | 電視動畫《Slow Start》片尾曲                |
| 1月31日  | Journey to the Sunshine               | Aqours和浦之星的朋友們                       | 「勇氣在哪？在你的內心！」 | 電視動畫《LoveLive! Sunshine!!》第2期片尾曲 |
| 3月14日  | Slow Start 角色歌專輯「Step by Step」 | 千石冠（長繩麻理亞）                         | 「」                       | 電視動畫《Slow Start》相關歌曲              |
| 4月25日  | Slow Start BD、DVD第2卷特典CD         | 十倉榮依子（嶺內智美）、千石冠（長繩麻理亞） | 「」                       | 電視動畫《Slow Start》相關歌曲              |
| 6月27日  | Slow Start BD、DVD第6卷特典CD         | 十倉榮依子（嶺內智美）、榎並清瀨（沼倉愛美） | 「」                       | 電視動畫《Slow Start》相關歌曲              |
| 8月29日  | Slow Start BD、DVD第6卷特典CD         | STARTails☆                                   | 「」                       | 電視動畫《Slow Start》相關歌曲              |
| 12月29日 | Summer Pockets 角色歌『Sing!』        | 久島鷗（嶺內智美）                           | 「Departure!」 「with」    | 遊戲《Summer Pockets》相關歌曲              |

### 组合成员
1. 1 2  近藤玲奈、伊藤彩沙、嶺內智美、長繩麻理亞
2. ↑  高海千歌（伊波杏樹）、樱内梨子（逢田梨香子）、松浦果南（諏訪七香）、黑澤黛雅（小宮有紗）、渡邊曜（齊藤朱夏）、津島善子（小林愛香）、國木田花丸（高槻加奈子）、小原鞠莉（鈴木愛奈）、黑澤露比（降幡愛）
3. ↑  高海志满（阿澄佳奈）、高海美渡（伊藤加奈惠）、良美（松田利冴）、树（金元壽子）、睦（芹澤優）、小香菇（麥穗杏菜）、解答者A（山北早纪）、解答者B（千本木彩花）及其他女學生（三宅晴佳、嶺內智美、小松奈生子、岡咲美保、續木友子、小野寺瑠奈、原口祥子、米山明日美、二之宮愛子、樋口桃、木本留美、成岡正江、小田果林、內田愛美、森永多惠子）

## 外部連結
- 事務所官方簡歷 （页面存档备份，存于）（日語）